# Lipiny B
Lipiny B – część miasta Wołomin w Polsce położona w województwie mazowieckim, w powiecie wołomińskim, w gminie Wołomin.
W latach 1975–1998 miejscowość administracyjnie należała do województwa warszawskiego.